# 大盛穂
大盛 穂（おおもり みのる、1996年8月31日 - ）は、大阪府大阪市都島区出身のプロ野球選手（外野手）。右投左打。広島東洋カープ所属。

## 経歴

### プロ入り前
小学1年で野球を始め、守口シニアを経て高校は静岡の飛龍高校へ進学。大阪市立淀川中学校卒。
静岡産業大学進学後は4年春の静岡リーグで首位打者となり、秋季リーグでも打率4割を超え、チームの18年ぶりの東海大会進出の原動力となった。
2018年10月25日に行われたプロ野球ドラフト会議において、広島東洋カープから育成ドラフト1位で指名を受け、11月16日に支度金300万円、年俸300万円（金額はともに推定）で仮契約した。背番号は124。静岡産業大学出身者としては初めてのプロ野球選手となった。

### 広島時代
2019年は、二軍でチームトップの109試合に出場し、打率.248、1本塁打、11打点、16盗塁を記録した。11月12日に翌年より支配下選手登録されることが球団から発表された。契約金1000万円、年俸500万円で、背番号は59。
2020年は、7月24日に自身初めて一軍に登録されると、7月26日の横浜DeNAベイスターズ戦でプロ初安打を記録。22試合で1番打者として先発出場するなど73試合に出場し、打率.259、2本、16打点、5盗塁の成績を残した。
2021年は、自身初めて開幕一軍入りするも、開幕2戦目の中日戦で「8番・中堅手」で先発出場した1試合を除き、代走や守備固めの起用だった。15試合で打率.125。4月2日に登録を抹消された。5月3日に再度一軍登録された。5月20日に、新型コロナウイルス感染を調べるPCR検査で、陽性判定を受けたと発表された。陽性判定が明らかになる前の5月18日に、球団の判断により「感染拡大防止特例2021」の対象選手として出場選手登録を抹消されていた。7月27日に右手有鈎骨骨折による骨片摘出手術を受け、9月8日の二軍戦で実戦復帰した。9月22日に一軍登録され、同日の試合に先発出場した。最終的に56試合に出場し、打率.270を記録した。
2022年は、開幕一軍入りを果たしたが定着できず、最終的に一軍で52試合出場で打率.203に終わった。
2023年は、一軍で59試合に出場し、打率.152に終わった。
2024年は、自己最多の74試合に出場したが、代走や守備固めとしての出場が多かったため打席数は大幅に減り35打席に留まった。
2025年は開幕一軍入りを果たす。5月までは守備固めや代走での起用に甘んじていたが、6月8日の埼玉西武ライオンズ戦にて本塁打を放ち、同11日の千葉ロッテマリーンズ戦（ZOZOマリンスタジアム）にて延長戦で貴重な追加点となる適時打を放つなど打撃でアピールを重ねた。翌12日には同年初の先発出場を果たすと、その試合で3打点を挙げる活躍を見せた。これを皮切りに1番打者としての先発出場が増加し、同21日の東北楽天ゴールデンイーグルス戦では自身初の初球先頭打者本塁打を記録。結果、交流戦だけで前年を大きく上回る15安打、3本塁打を記録し、特に1番で起用されて以降は打率.353を記録するほど好調であった。これを見た監督の新井貴浩は、当面の間サンドロ・ファビアンとの1、2番を継続する方針を示した。

## プレースタイル・人物
遠投120メートルの肩と、50メートル6秒0の俊足が持ち味。大学4年間で打撃を磨き4年春のリーグ戦で首位打者を獲ったことで本人は「自信になった」と語り、担当である広島の松本有史スカウトも「三拍子そろっている」と評価した。
同じ広島の木村聡司（常葉橘高）と桒原樹（常葉菊川高）とは同学年で、高校時代に対戦した思い出もある。「2人とも自分が出場できなかった甲子園に行っているので、負けたくない」と語った。

## 詳細情報

### 年度別打撃成績
| 年 度     | 球 団     | 試 合 | 打 席 | 打 数 | 得 点 | 安 打 | 二 塁 打 | 三 塁 打 | 本 塁 打 | 塁 打 | 打 点 | 盗 塁 | 盗 塁 死 | 犠 打 | 犠 飛 | 四 球 | 敬 遠 | 死 球 | 三 振 | 併 殺 打 | 打 率 | 出 塁 率 | 長 打 率 | O P S |
| --------- | --------- | ----- | ----- | ----- | ----- | ----- | -------- | -------- | -------- | ----- | ----- | ----- | -------- | ----- | ----- | ----- | ----- | ----- | ----- | -------- | ----- | -------- | -------- | ----- |
| 2020      | 広島      | 73    | 148   | 135   | 21    | 35    | 5        | 3        | 2        | 52    | 16    | 5     | 3        | 0     | 1     | 11    | 1     | 1     | 50    | 1        | .259  | .318     | .385     | .703  |
| 2021      | 広島      | 56    | 41    | 37    | 9     | 10    | 1        | 1        | 0        | 13    | 3     | 5     | 1        | 2     | 0     | 1     | 0     | 1     | 19    | 2        | .270  | .308     | .351     | .659  |
| 2022      | 広島      | 52    | 76    | 69    | 8     | 14    | 2        | 2        | 1        | 23    | 3     | 0     | 2        | 0     | 0     | 6     | 0     | 1     | 17    | 2        | .203  | .276     | .333     | .610  |
| 2023      | 広島      | 59    | 71    | 66    | 10    | 10    | 2        | 0        | 1        | 15    | 5     | 4     | 3        | 1     | 0     | 2     | 0     | 2     | 22    | 1        | .152  | .200     | .227     | .427  |
| 2024      | 広島      | 74    | 35    | 31    | 7     | 7     | 2        | 0        | 0        | 9     | 4     | 2     | 1        | 2     | 0     | 2     | 0     | 0     | 10    | 0        | .226  | .290     | .273     | .563  |
| 通算：5年 | 通算：5年 | 314   | 371   | 338   | 55    | 76    | 12       | 6        | 4        | 112   | 31    | 16    | 10       | 5     | 1     | 22    | 0     | 5     | 118   | 6        | .225  | .331     | .281     | .612  |

- 2024年度シーズン終了時

### 年度別守備成績
| 年 度 | 球 団 | 外野  | 外野  | 外野  | 外野  | 外野  | 外野     |
| 年 度 | 球 団 | 試 合 | 刺 殺 | 補 殺 | 失 策 | 併 殺 | 守 備 率 |
| ----- | ----- | ----- | ----- | ----- | ----- | ----- | -------- |
| 2020  | 広島  | 56    | 61    | 1     | 0     | 0     | 1.000    |
| 2021  | 広島  | 53    | 32    | 1     | 0     | 0     | 1.000    |
| 2022  | 広島  | 42    | 32    | 2     | 0     | 1     | 1.000    |
| 2023  | 広島  | 47    | 53    | 2     | 1     | 0     | .982     |
| 2024  | 広島  | 59    | 41    | 1     | 0     | 1     | 1.000    |
| 通算  | 通算  | 257   | 219   | 7     | 1     | 2     | .995     |

- 2024年度シーズン終了時

### 記録
初記録
- 初出場：2020年7月24日、対横浜DeNAベイスターズ6回戦（横浜スタジアム）、6回表にケムナ誠の代打で出場
- 初打席：同上、6回表に上茶谷大河から投手ゴロ
- 初安打：2020年7月26日、対横浜DeNAベイスターズ8回戦（横浜スタジアム）、5回表に平良拳太郎から二塁内野安打
- 初打点：2020年8月7日、対阪神タイガース6回戦（MAZDA Zoom-Zoom スタジアム広島）、6回裏に伊藤和雄から中前適時安打
- 初盗塁：2020年9月13日、対阪神タイガース17回戦（阪神甲子園球場）、1回表に二盗（投手：藤浪晋太郎、捕手：梅野隆太郎）
- 初本塁打：2020年10月3日、対東京ヤクルトスワローズ16回戦（明治神宮野球場）、7回表にアルバート・スアレスから右越3ラン

### 背番号
- 124（2019年[6]）
- 59（2020年[10] - ）

## 関連情報
ポスター
- 広島県警察本部 総合通信指令室「110番は正しく利用 本当に必要な人のためにしっかり使い分け」2Version（2021年度）